# الحالة الحرجة للمدعو ك.
الحالة الحرجة للمدعو «ك.» رواية للكاتب السعودي عزيز محمد. صدرت الرواية لأوّل مرة عام 2017 عن دار التنوير للطباعة والنشر في بيروت. ودخلت في القائمة الطويلة للجائزة العالمية للرواية العربية لعام 2018، المعروفة باسم «جائزة بوكر العربية».

## حول الرواية
يروي الكاتب السعودي «عزيز محمد» في هذه الرواية «ك»، الذي يقرّر أن يكتب يومياته إثر قراءته لكافكا، إلا أنه بسبب افتقاره الفكري واللغوي وبسبب خوفه على خصوصياته، لم يستطع إكمال مشروعه، حتى يتلقى خبرا يقلب كل وضعه رأساً على عقب.